# Vinaninony-Atsimo
Vinaninony-Atsimo è una città e comune del Madagascar situata nel distretto di Faratsiho, regione di Vakinankaratra. 
La popolazione del comune rilevata nel censimento 2001 era pari a 32 195 unità.